# فلاديمير مانديتش
فلاديمير مانديتش (بالسلوفينية: Vladimir Mandić)‏ هو لاعب كرة قدم سلوفيني في مركز الوسط، ولد في 5 يوليو 1987 في بيتوج في سلوفينيا. لعب مع أدميرا فاكر مودلينغ وبودوتشنوست بودغوريتسا وملادوست بودغوريتسا وموروكا سوالوز ونادي تيرانا.

## وصلات خارجية
- فلاديمير مانديتش على موقع قاعدة بيانات كرة القدم.إي يو (الإنجليزية)
- فلاديمير مانديتش على موقع Soccerway.com (الإنجليزية)